# Swiatosław Pielipiec
Swiatosław Władimirowicz Pielipiec, ros. Святослав Владимирович Пелипец (ur. 6 sierpnia 1916 w Charkowie, zm. 14/15 września 1946 r. w obozie w Mönchehof) – rosyjski działacz emigracyjny, instruktor skautowski, członek Oddziału Pracy z Młodzieżą Komitetu Wyzwolenia Narodów Rosji pod koniec II wojny światowej
Jego rodzina w poł. października 1920 r. ewakuowała się wraz z wojskami Białych z Krymu do Gallipoli. Na emigracji zamieszkała w Królestwie SHS. Uczył się w gimnazjum w Sarajewie. Jednocześnie zaangażował się w ruch skautowski. Po ukończeniu gimnazjum w 1934 r., rozpoczął studia rolnicze na uniwersytecie w Belgradzie. Kontynuował działalność skautowską. W styczniu 1935 r. objął funkcję 2 Belgradzkiego Oddziału Skautów Rosyjskich. Jednocześnie był członkiem Sokoła Rosyjskiego. W tym samym czasie wstąpił do Narodowego Związku Nowego Pokolenia (NTSNP). W styczniu 1938 r. współzakładał pismo „My”. W 1940 r. ukończył studia. Następnie został zmobilizowany do armii jugosłowiańskiej. Uczył się w oficerskiej szkole artylerii rezerwy w Sarajewie. Po ataku wojsk niemieckich na Jugosławię w kwietniu 1941 r., dostał się do niewoli. Udało mu się zbiec. Kiedy Niemcy napadli na ZSRR 22 czerwca tego roku, zgłosił się do niemieckiej firmy budowlanej w Zagrzebiu, która organizowała wyjazd tłumaczy do okupowanego Kijowa. W Warszawie uzyskał od Russische Vetrauenstelle fałszywą przepustkę uchodźcy z Zachodniej Białorusi, po czym nielegalnie przedostał się w rejon Smoleńska. Objął funkcję agronoma w jednym z sowchozów. W 1943 r. uzyskał kontakt z partyzantami. Zaczął kolportować wśród nich ulotki i materiały propagandowe NTSNP z hasłami walki zarówno przeciwko Sowietom, jak też Niemcom. W 1944 r. został aresztowany przez SD i osadzony w więzieniu w Mińsku. Jesienią 1944 r. wyszedł na wolność w wyniku interwencji gen. Andrieja A. Własowa. Wszedł w skład Oddziału Pracy z Młodzieżą Komitetu Wyzwolenia Narodów Rosji (KONR). Pod koniec wojny trafił do Karlsbadu. Po kapitulacji Niemiec na pocz. maja 1945 r., przebywał w obozie dla dipisów w Mönchehof. Objął funkcję instruktora miejscowej drużyny skautów. Pod koniec lutego 1946 r. współorganizował konferencję skautowską w obozie w Mönchehof. W poł. marca tego roku został instruktorem skautowskim okolicznych obozów. Wkrótce rozchorował się, zaś po trafieniu do szpitala zmarł w nocy z 14 na 15 września 1946 r.